# Ladang Baro (Julok)
Ladang Baro is een bestuurslaag in het regentschap Aceh Timur van de provincie Atjeh, Indonesië. Ladang Baro telt 300 inwoners (volkstelling 2010).